# いただきじゃんがりあんR
『いただきじゃんがりあんR』（いただきじゃんがりあんアール）は、すたじおみりすから2005年8月5日に発売された18禁脱衣麻雀ゲームである。
すたじおみりすの処女作『いただきじゃんがりあん』（以下「前作」）の続編。前作の役判定ルーチンのバグによって生じた珍妙なルールや上がり役などを、「宇宙麻雀ルール」の名の下に正式なプログラムとして再現したことで話題を呼んだ。前作のリリースから5年が経過しており、スタッフや声優に若干変動があったものの、基本的なストーリーや世界観は前作を踏襲している。

## ストーリー
あれ（前作）から1年。何とか「じゃんがりあん」を立て直した佐藤兄妹だったが、思わぬ事態に見舞われる。歩いて10分の駅前に店を構える大手ファミレス「アニーズキッチン」が、何と「じゃんがりあん」の目の前に進出してきたのだ。しかも和己の下に、アニーズから出店記念麻雀大会の招待状が送られてきた…。

## 登場キャラクター
佐藤和己（さとう かずみ）
声 - 下野薫
佐藤鈴音（さとう すずね）
声 - 韮井叶
芦屋美和（あしや みわ）
声 - 綾川りの
熊谷綾子（くまがい あやこ）
声 - 青山ゆかり
太刀川マキ（たちかわ まき）
声 - カンザキカナリ
林檎姫（りん ちぇいふぇぃ）
声 - みる
西部由紀乃（にしべ ゆきの）
声 - 関和美
櫓香織（やぐら かおり）
声 - 冴月まりあ
河合ななえ（かわい ななえ）
声 - 金田まひる
豊嶋青葉（とよしま あおば）
声 - 東十条明日香
偽!鈴音（にせすずね）
声 - 韮井叶
熊谷朋子（くまがい ともこ）
声 - 岩城由奈
川口さやか（かわぐち さやか）
声 - 吉川華生
以上13人は記事『いただきじゃんがりあん』参照。
白井セーラ（しらい セーラ）
声 - まきいづみ
「聖十字」に勤める。佐藤兄妹と美和を子供の頃から知る人物で、和己のマージャンの師匠。由紀乃の大学での先輩でもある。『R』の3年前（前作の2年前）に結婚して、本シリーズの舞台の町を出たが、離婚して（ただし姓は旧姓の「備前」に戻していない）、現在は祖父と暮らしている。
アンナ＝サンドラ・各務（アンナ サンドラ かがみ）
声 - 北都南
「アニーズキッチン」のオーナー・各務家の跡取り娘で香織の友人。和己に一目惚れし、わざわざ「じゃんがりあん」の前に「アニーズ」の支店を建ててきた。
ミラ
声 - 一色ヒカル
アンナのお目付け役兼護衛。クールな性格だがアンナのためにはなりふり構わない。
小池みさき（こいけ みさき）
声 - 榎津まお
『まじれす!!〜おまたせ♪Little-Wing〜』に登場したレストラン「Little Wing」のバイトで由紀乃のいとこ。実家がラーメン屋である関係で大のラーメン党。『カラフルBOX』の舞台である蒼南学園に在学。

## スタッフ
- 統括 - 紅涙妖魔
- シナリオ - 柊★たくみ、伊藤ヒロ
- キャラクターデザイン - KEG、浅葉ゆう（鈴音、美和、熊谷姉妹、マキ、リン、由紀乃、香織、ななえ、青葉、偽!鈴音、さやか）
- 原画 - *KEG（メイン）、藤島じゅん（カットイン）、南向春風（三頭身バージョン）
- 音楽
  - 主題歌「Love Cheat!」
    - MOSAIC.WAV（作詞・作曲・編曲 - 柏森進 / 唄 - み〜こ）

  - エンディング曲「パジャマ de ぱ・ぱ・ぱ」
    - MOSAIC.WAV（作詞・作曲・編曲 - 柏森進 / 唄 - み〜こ）

  - 挿入歌「魔法のトリマー「マジカルリンス・マックスハート」」
    - 作詞・作曲・編曲 - 柏森進 / 唄 - 金田まひる
    - （MOSAIC.WAV制作曲）

## 宇宙麻雀ルール
ストーリーモードでは、数箇所でこのルールが適用される。また、フリー対戦モードでも、設定メニューで通常ルールか宇宙麻雀ルールかを指定できる。
- 風牌、三元牌による順子を認める。
  - 風牌は「東・南・西・北」のうち3種[1]、三元牌は「白・發・中」全てが揃うと成立。
  - 風牌と三元牌を混ぜて使うことはできない。
- 字牌による一盃口あり。
  - 上記の条件による「字牌の順子」を同じ組み合わせで2組。
- 後付けありの場合、ドラのみで和了可能。
- 数牌はループする。
  - 9の次が1となる。そのため、234/567/891や912/345/678という形の一気通貫も可能。
  - このような一気通貫は、構成する3組の内最低でも1組がチーによって晒されていないと見た目からは発生しないが、得点計算の関係上、内部計算では通常の形以外の一気通貫として扱われることがある[2]。
- 上家以外からもチーが出来る。
- 七対子は役では無い。

## その他
- 4コマアンソロジー
本作品の予約特典として配布されたアンソロジーコミック。原画を担当した藤島じゅん、南向春風の他、仏さんじょ、吉谷やしよ、太田虎一郎、サー・長野、刻田門大、いでえいじが参加している。

## 批評・反響
音楽評論家の冨田明宏は、ゲームソングレビュー集のなかで本作の主題歌「Love Cheat!」について、「有機と無機と電波を絶妙なバランスで配合し疾走させた」曲と表現し、MOSAIC.WAVによる作品のなかでも抜きん出た作品とし、ヴォーカルの歌唱表現を称賛した。